# ツ部
ツ部 (⺍部、つぶ) は、漢字を部首により分類したグループの一つ。

## 部首の概要
康熙字典を始め、戦前までに発行された漢和辞典（漢字辞典・漢字字典・漢語辞典）にはこの部首が存在しない。ツ部が存在する漢和辞典では3画の部首の最後尾に配列することが多いが、形の似た小部の次に配列するものも存在する。
戦後、当用漢字の制定によって一部の漢字の字体が新字体に変更されたが、その中には旧字体に含まれていた部首の形を全く留めない漢字が現れた。それらの漢字は部首の移動を余儀なくされたが、一部の漢和辞典では検索の便宜を図って「ツ」が冠に存在する漢字の一部を収録するツ部を創作した。このように、新たに創作された部首を新部首と称することがある。

## 部首の通称
- 日本 : つ、つかんむり

## 例字
以下の4字を収録することが多い。丸括弧内は旧字体と旧部首。角括弧内はツ部が存在しない漢和辞典での部首の一例。
- 単（單＝口部）〈十部〉
- 巣（巢＝巛部）〈木部〉
- 営（營＝火部）〈口部〉
- 厳（嚴＝口部）〈攴部・厂部〉

「ツ」を含む新字体には以下の7字も存在するが、旧字体と同じ部首に収録される。
- 労（勞＝力部）
- 学（學＝子部）
- 挙（擧＝手部）
- 栄（榮＝木部）
- 蛍（螢＝虫部）
- 覚（覺＝見部）
- 誉（譽＝言部）

「ツ」を含む異体字には以下の1字が存在する。
- 鼡（鼠＝鼠部）

## 部首字
単体で｢ツ｣という漢字は存在しない。Unicodeでは「CJK部首補助」のカテゴリに「⺍」が小部の変形に準ずる扱いで登録されている。2016年にはCJK統合漢字拡張Fにも同様の字形の文字が追加された。

### 符号位置
| 記号 | Unicode | JIS X 0213 | 文字参照            | 名称          |
| ---- | ------- | ---------- | ------------------- | ------------- |
| ⺍   | U+2E8D  | -          | &#x2E8D; &#11917;   | CJK部首補助   |
| 𭕄   | U+2D544 | -          | &#x2D544; &#185668; | 統合漢字拡張F |